# Pyrausta silhetalis
Pyrausta silhetalis is een vlinder van de familie van de grasmotten (Crambidae). De wetenschappelijke naam van deze soort is voor het eerst voorgesteld door Achille Guenée in een publicatie uit 1854.
De soort komt voor in India (Himachal Pradesh), Jammu en Kasjmir, Nepal en Bangladesh. De soort is vernoemd naar Sylhet, de plaats waar deze soort voor het eerst is ontdekt.